# Meg Johnson

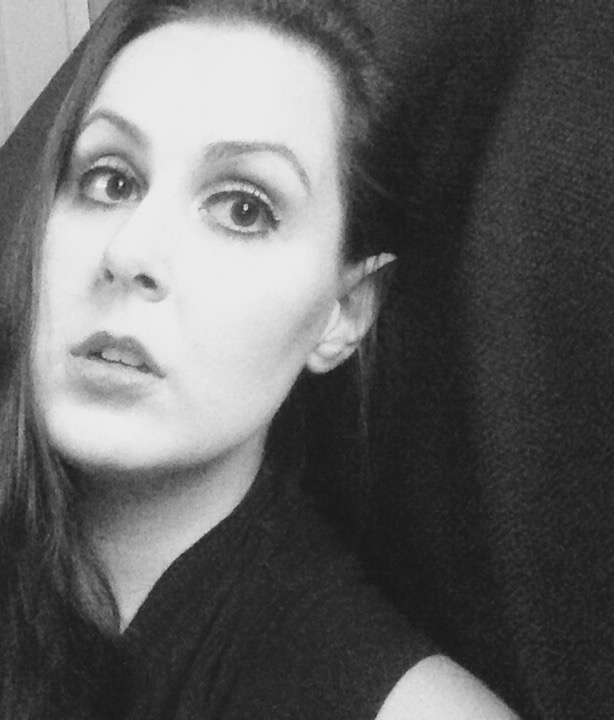

Meg Johnson es una poeta americana  y profesora universitaria. Sus poemas han aparecido en numerosas revistas literarias, incluyendo Midwestern Gothic, Slipstream Magazine, Word Riot, Hobart, y muchas otras. Su primera colección de poemas, Inappropriate Sleepover, se publicó en 2014, y su segundo poemario, The Crimes of Clara Turlington, se publicó en diciembre de 2015. Es también la editora actual de la revista de poesía Dressing Room Poetry Journal.

## Educación y primeros años
Johnson nació y fue criada en Ames, Iowa. De niña disfrutó del baile y escribió poemas en el instituto. Durante el instituto, bailó en la sección de danza de la Universidad de Iowa. Más tarde  estudió danza en la Universidad de Columbia Chicago y en la Universidad de Iowa. Johnson abandonó pronto los estudios universitarios para seguir una carrera profesional en baile. Finalmente consiguió la plaza de bailarina principal en la compañía de danza Kanopy, la compañía residente en el Centro de Obertura para las Artes en Madison, Wisconsin. Durante sus seis años en Kanopy, Johnson retomó sus estudios, en la Universidad Madison y  en la Universidad Edgewood. Allí,  se convenció de comenzar a estudiar escritura. Después fue a la  Universidad de Akron,  donde completó el máster en Bellas Artes de Ohio del Nordeste (NEOMFA) en escritura creativa en 2014.

## Carrera
Como bailarina en la Compañía de Danza Kanopy, Johnson tuvo numerosos papeles y coregrafió sus propios bailes. Se convirtió en una bailarina principal en la compañía. También ha sido profesora de baile en la Escuela Kanopy para Coreografía y Baile Contemporáneos.
Johnson empezó enviar poemas a revistas literarias en 2009 y publicó su primer poema en la edición de 2009 de la revista Slipstream Magazine. En 2010, Johnson recitó sus poemas en el área Madison. Sus poemas fueron aceptados en publicaciones como Slipstream Magazine, Asinine Poetry, la Pacific Coast Journal, y el Edgewood Review.
En 2011, Johnson consiguió el puesto de ayudante de enseñanza en la Universidad de Akron donde  también estudiaba poesía. Ese mismo año era  editora de poesía del Rubbertop Review, y comenzó sus estudioos de máster en la Universidad de Akron. A finales de 2012, su poesía había aparecido en publicaciones como Midwestern Gothic, SOFTBLOW, el Rufous City Review, Wicked Alice, Smoking Glue Gun, y otras.
La tesis original de Johnson para el Máster (NEOMFA) fue escogido por la National Poetry Review Press en 2013. Esta colección de poemas, Inappropriate Sleepover, fue publicada en 2014. Después de completar el máster en 2014, Johnson fcontinuó como profesora de inglés en la Universidad Estatal de Iowa. Su segundo libro, The Crimes of Clara Turlington, se publicó en diciembre de 2015 por la editorial Vine Leaves Literary Journal Press. Johnson es también la editor actual de la revista de poesía Dressing Room Poetry Journal.

## Estilo de escritura
Johnson escribe generalmente en verso libre en temas alrededor de la feminidad y mercantilización del cuerpo de la mujer. Su escritura ha sido descrita como "irritable" y también como "vulnerable" ya que critica normas culturales americanas y las expectativas sociales de mujeres. Sus poemas también hacen referencias a figuras relevantes de la cultura de pop como Marilyn Monroe, Betty Boop, Justin Bieber, y Victoria's Secret. Johnson ha declarado que se inspira en poetas Gurlesque como Chelsey Minnis y Mary Biddinger.

## Reconocimientos y premios
Johnson ganó en 2015 el premio Vignette de la editorial Vine Leaves Literary Journal por su libro, The Crimes of Clara Turlington. El premio fue la publicación de su libro y una dotación económica. Su primer libro, Inappropriate Sleepover, fue también nominado al Premio Rousseau de Literatura de la National Poetry Review Press. Su poema, "Free samples" fue nominado al "Mejor de la Red" en 2010.

## Obras
- Inappropriate Sleepover (2014, National Poetry Review Press)
- The Crimes of Clara Turlington (2015, Vine Leaves Literary Journal)